# Ішпатіна Рідж
Ішпатіна Рідж (мовою анішінаабе ішпатіна — найвищий пагорб, англ. Ishpatina Ridge) — найвища вершина Канадської провінції Онтаріо, лежить в окрузі Ніпіссінг. Гора має висоту 693 метри відносно рівня моря, відносно околиць піднімається на 300 метрів.
Для порівняння найвища будівля Онтаріо - шпиль башти Сі-Ен Тауер має висоту 553.33 метри щодо навколишньої місцини і 633 метри відносно рівня моря, на 60 метрів нижче за Ішпатіну Рідж. 
Хребет входить до складу провінційного парку Леді Евелін-Смузвотер  Ішпатіна Рідж є похилою горою, тому сходження на неї не є тяжким і можливе без альпіністського спорядження. Щоправда значна віддаленість від людських поселень, робить її мало відвідуваною. Найближче шосе "Highway 560" і поселення Ґовґанда за 30 км. Тому до гори найчастіше добираються на каное або ж на гідролітаках, хоча дехто й пішки від шосе.